# Gor Sudzjan
Gor Sudzjan (armeniska: Գոռ Սուջյան, Gor Sowdzjan), född 25 juli 1987 i Armenien, är en armenisk singer-songwriter och medlem i gruppen Dorians. 21 januari 2013 valdes han att representera Armenien i Eurovision Song Contest 2013 med en låt som kommer att väljas i en nationell final den 2 mars 2013.
År 2010 utnämndes han till bästa manliga artist vid Armeniens årliga nationella musikgala.